# 冈仓天心

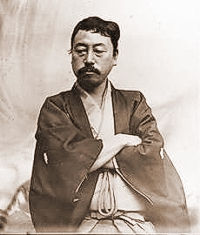
冈仓天心

冈仓天心（日语：／ Okakura Tenshin，1863年2月14日—1913年9月2日），日本明治时期的美术家、美术评论家、美术教育家、思想家。原名冈仓觉三。其弟为英语学家冈仓由三郎。

## 生平
1863年，冈仓天心在日本最早开埠的横滨生于一个商人家庭。冈仓从小除了学习汉学，还在7岁时进入外国人开办的英语学校学习英语。16岁时，冈仓进入东京帝国大学，成为东京帝国大学首届学生。在这里他与充分肯定日本文化的美国人歐內斯特·弗朗西斯科·費諾羅薩（Ernest Francisco Fenollosa）相遇，成为費諾羅薩的助手，致力于拯救日本的艺术品和日本文化。1887年，天心担任东京美术学校筹备负责人之一。该校于1889年正式创立。1890年，担任东京美术学校第二任校长。这是冈仓活动最为活跃的时期。当时该校的美术教育在日本颇为有名，培育了一大批美术家，如横山大观、下村观山、菱田春草等人。1898年，受到校内人士排斥，被迫辞职。此后与一同辞职的横山等人创立了日本美术院。这个团体随着冈仓的创作能力下降而沉寂过一段时期，在其死后，由横山等人重新发展，获得了成功。1904年，根据費諾羅薩的推荐，来到波士顿美术馆的中国·日本美术部工作。此后为了帮助该馆收集美术品，奔波于日美之间。此外也经常在茨城县的美术室工作。该美术室日后成为茨城大学五浦美术文化研究所的所在。1910年，冈仓成为波士顿美术馆中国·日本美术部部长。

## 思想
在晚年，冈仓多次前往印度和中国游历，在美国写出《东洋的理想》、《日本的觉醒》、《说茶》等著作，向西方宣传东方、尤其是日本的文化。与明治时日本最著名的思想家福泽谕吉要求日本脱离亚洲的观点不同，冈仓强调亚洲文化的一体性。在《东洋的理想》开篇，冈仓写道：“亚洲是一体的。虽然，喜马拉雅山脉把两个强大的文明，即具有孔子的集体主义的中国文明与具有佛陀的个人主义的印度文明相隔开，但是，那道雪山的屏障，却一刻也没能阻隔亚洲民族那种追求‘终极普遍性’的爱的扩展。正是这种爱，是所有亚洲民族共通的思想遗产，使他们创造出了世界所有重要的宗教。……阿拉伯的骑士道，波斯的诗歌，中国的伦理，印度的思想，它们都分别一一述说着古代亚洲的和平。”冈仓将亚洲的文明抽象为“爱与和平”，认为近代西方文明与东方的这种传统相比，尽管物质强盛，却将人变成“机械的习性的奴隶”，认为西方的自由只存在于物质上的竞争中，而不是人性的自由。

## 著作
- 《冈仓天心全集》
  - 《东洋的理想》
  - 《说茶》

## 关联条目
- 五浦海岸
- 九州国立博物馆
- 茶道
- 侘寂
- 茨城大學五埔美術館研究所六角堂[1]
- 茨城百景（日语：茨城百景）